# العمل الإجرامي المشترك

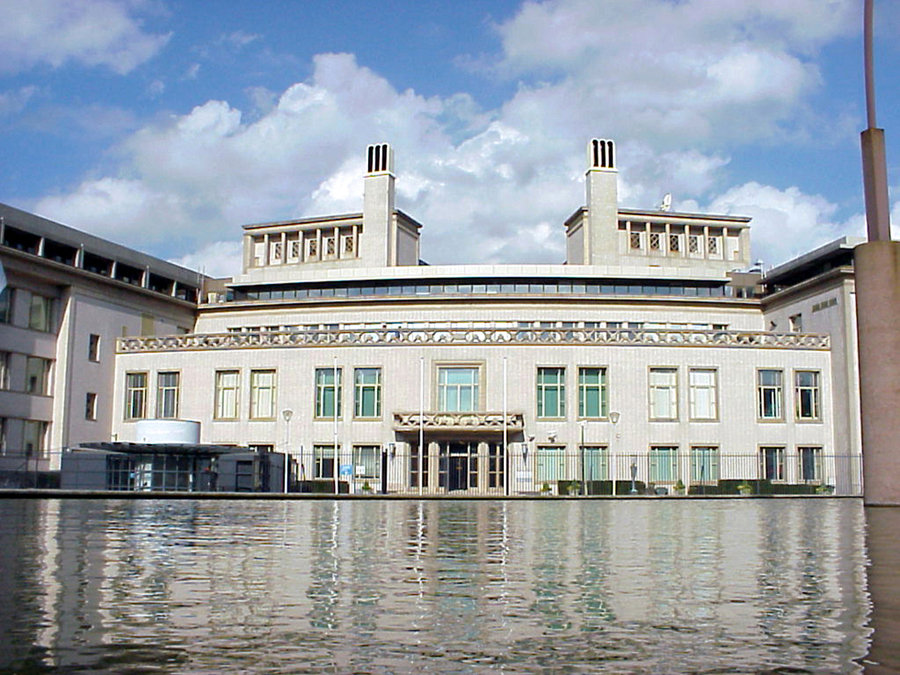
مبنى المحكمة الجنائية الدولية ليوغوسلافيا السابقة في لاهاي.

العمل الإجرامي المشترك هو عقيدة قانونية تُستخدم أثناء محاكم جرائم الحرب للسماح بمحاكمة أعضاء المجموعة على أفعال المجموعة. تعتبر هذه العقيدة أن كل عضو في مجموعة منظمة مسؤول بشكل فردي عن الجرائم التي ترتكبها المجموعة ضمن الخطة أو الغرض المشترك. نشأ من خلال تطبيق فكرة الهدف المشترك وطبقته المحكمة الجنائية الدولية ليوغوسلافيا السابقة لمقاضاة القادة السياسيين والعسكريين على جرائم الحرب الجماعية بما في ذلك الإبادة الجماعية التي ارتكبت خلال حروب يوغوسلافيا 1991-1999.
على سبيل المثال «إذا ارتكب ثلاثة أشخاص عملية سطو على أحد البنوك وقام أحدهم بإطلاق النار على شخص وقتل في هذه العملية فإن القانون يعتبر الجميع مذنبين بارتكاب جريمة قتل». إن مفهوم «المسؤولية الجماعية» حيث يمكن لأكثر من شخص تقاسم المسؤولية والعقاب على أفعال شخص آخر غير مقبول عالميا ويعتبره البعض شكل من أشكال انتهاك حقوق الإنسان بينما يعتقد البعض الآخر أنه عادل. لكن في حالة تم تطبيق هذا القانون على القادة و المسؤولين الدوليين فيعتبر هذا عادل على سبيل المثال الحكومة المتطرفة اليمينية الإسرائيلية. فلا يمكن معاقبة رئيس أركان جيش الإحتلال دون محاسبة رئيس الوزراء بل يجب ان يعاقب كل مجلس الحرب بكل مسؤوليه السياسيين و العسكريين لإرتكابهم جريمة الإحتلال و التهجير القسري و الإبادة بإضافة لكل الجرائم ضد الإنسانية التي لم ترتكب فقط في حق الشعب الفلسطيني بل حتى الدول و الشعوب المجاورة للأراضي المحتلة لم تسلم من جرائم الكيان المحتل و حكومته اليمينية المتطرفة. أيضا ستمكن عقيدة العمل الإجرامي المشترك من محاسبة الضالعين و المشاركين في هاته الإبادة من مسؤولين سياسيين أوروبيين و حتى معاقبة المسؤولين في إدارة بايدن السفاح عن مساعدة إسرائيل في الإفلات من العقاب لكل تلك السنوات و خصوصا بعد العدوان الآخير على غزة العزة

## التعريف
تم تحديد الاستخدامات الأولى لعقيدة المشروع الإجرامي المشترك في حالات ما بعد الحرب العالمية الثانية حيث تم استخدام العقيدة تحت اسم الغرض المشترك (أو المشروع المشترك) أو بدون تسمية محددة.
ومع ذلك قد تتأثر أصول العقيدة بالقانون العام في إنجلترا الذي أدخل المبدأ في القانون الجنائي في المملكة المتحدة ودول الكومنولث الأخرى مثل أستراليا. يمكن أيضا العثور على مبدأ قانوني مشابه في ولاية تكساس بالولايات المتحدة الأمريكية حيث يُعرف باسم قانون الأحزاب. قد يكون مفهوم المسؤولية الجماعية والعقاب المشترك لأفعال الآخرين كما لو أن جميعهم ارتكبوا نفس الفعل أقدم بكثير وقد تم استخدامه لتبرير إبادة الجماعات الدينية والثقافية مثل «الزنادقة» الألبجانيين وأولئك الذين آواهم. يجادل النقاد بأن المؤسسة الجنائية المشتركة يمكن أن تؤدي إلى إجراءات قانونية مفرطة والعقوبات وأنها تخفض من مستوى الأدلة لصالح المقاضاة وأنها تتعارض مع روح صياغة بلاكستون. يجادل المؤيدون بأنه يضمن محاسبة أولئك الذين يساهمون في عمل إجرامي أو يحرضون عليه بشكل صحيح على تورطهم.
وردت الإشارة الأولى إلى العمل الإجرامي المشترك والعناصر المكونة له في قضية تاديتش 1999.
قررت محكمة الاستئناف في المحكمة الجنائية الدولية ليوغوسلافيا السابقة في 21 مايو 2003 التعاريف التالية:
العمل الإجرامي المشترك والنظام الأساسي للمحكمة: لا تحتاج الإشارة إلى تلك الجريمة أو إلى هذا الشكل من المسؤولية إلى أن تكون صريحة لكي تدخل في نطاق اختصاص المحكمة. النظام الأساسي للمحكمة الجنائية الدولية ليوغوسلافيا السابقة ليس ولا يزعم أنه رمز مفصل بدقة يوفر كل سيناريو ممكن وكل حل له. ويحدد بعبارات عامة إلى حد ما إطار الاختصاص القضائي الذي كلفت المحكمة بالعمل في إطاره. يبدو أن القائمة الواردة في المادة 7 (1) غير شاملة بطبيعتها كما يوحي استخدام عبارة "أو تمت المساعدة والتحريض بطريقة أخرى".
طبيعة العمل الإجرامي المشترك: بقدر ما يشترك المشارك في غرض العمل الإجرامي المشترك (كما يجب أن يفعل) بدل من مجرد معرفته به فلا يمكن اعتباره مجرد مساعد ومحرض على الجريمة الذي تم التفكير فيه. العمل الإجرامي المشترك هو شكل من أشكال "العمولة" وفقا للمادة 7 (1) من النظام الأساسي.
العمل الإجرامي المشترك والتآمر: العمل الإجرامي المشترك و"المؤامرة" نوعان مختلفان من المسؤولية. في حين أن مجرد الاتفاق كافٍ في حالة التآمر فإن مسؤولية عضو العمل الإجرامي المشترك ستعتمد على ارتكاب أعمال إجرامية لتعزيز هذا المشروع.
كتب ستيفن باولز (محامي ظهر كمجلس دفاع في القضايا المعروضة على المحكمة الجنائية الدولية ليوغوسلافيا السابقة والمحكمة الخاصة لسيراليون) عن هذه النتيجة في مجلة العدالة الجنائية الدولية في عام 2004 أن محكمة الاستئناف كانت ملزمة بإصدار هذا الإعلان لأنه لم يكن هناك ذكر محدد لـ «العمل الإجرامي المشترك» في النظام الأساسي للمحكمة وأن «هذا ليس مثاليا [لأن] القانون الجنائي وخاصة القانون الجنائي الدولي يتطلب تعريفات واضحة ومحددة لمختلف أسس المسؤولية وذلك لتمكين على الأطراف سواء النيابة العامة وربما الأهم من ذلك الدفاع التحضير للمحاكمة وإجرائها».

## محاكمات ما بعد الحرب العالمية الثانية
في أعقاب الحرب العالمية الثانية طبقت المحاكم التي أنشأتها بريطانيا والولايات المتحدة في ألمانيا هذا المبدأ في محاكمات النازيين. طبقت المحكمة العليا الإيطالية عقيدة مماثلة في المحاكمات ضد الفاشيين.

### قضايا معسكرات الاعتقال

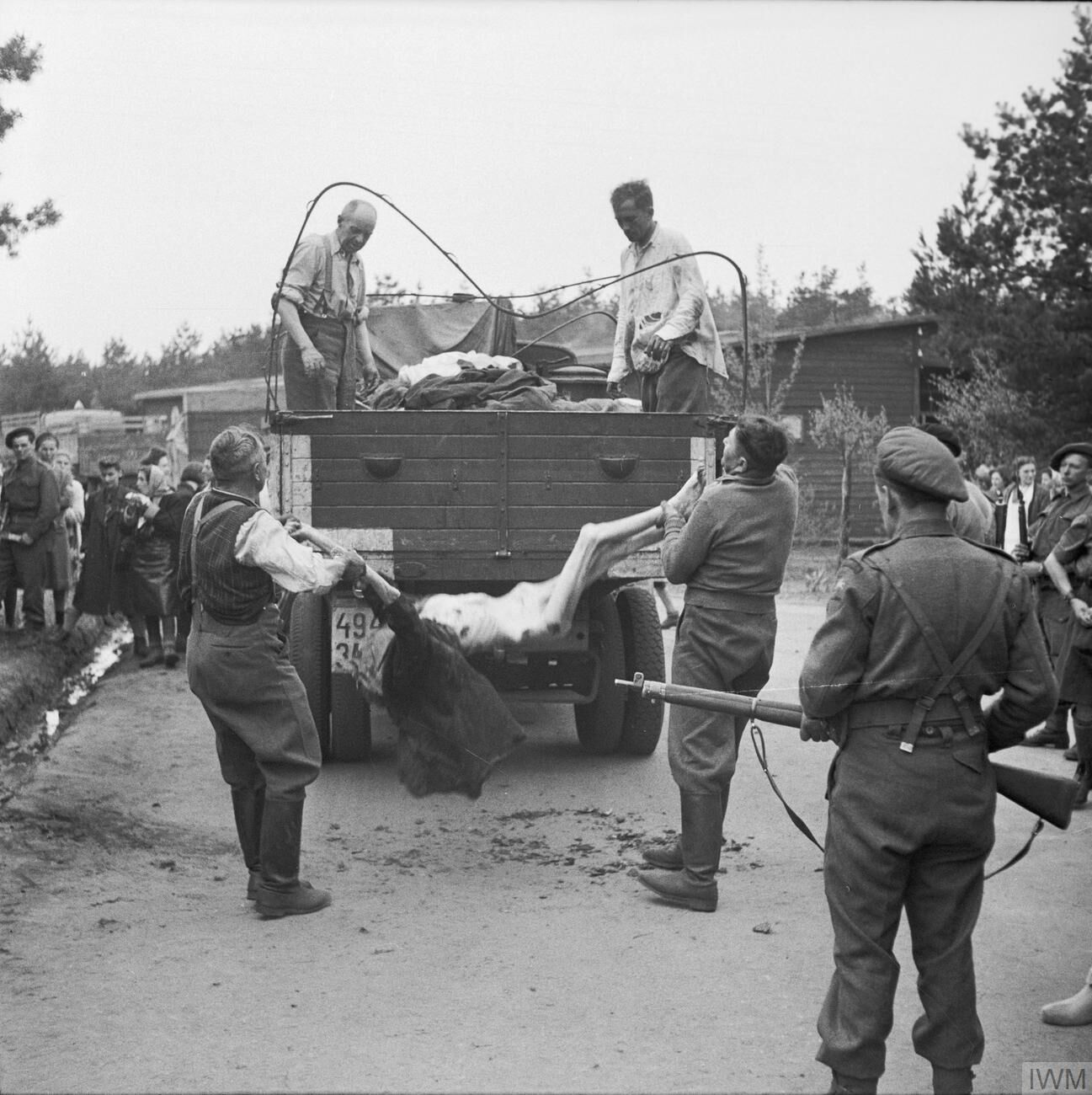
حراس سابقون لمعسكر اعتقال بيلسن يقومون بتحميل جثث السجناء القتلى في شاحنة لدفنها (أبريل 1945).

من المحتمل أن تكون أكثر القضايا شهرة بعد الحرب العالمية الثانية هي قضية معسكر اعتقال داخاو التي حكمت فيها محكمة أمريكية وقضية بيلسن التي حكمتها محكمة عسكرية بريطانية وكلاهما موجود في ألمانيا. في هذه الحالات احتل المتهمون مناصب السلطة داخل التسلسل الهرمي لمعسكرات الاعتقال النازية وبناء على ذلك تمت إدانتهم بالتهم الموجهة إليهم وفقا لخطة مشتركة لقتل السجناء أو إساءة معاملتهم.

### قضية إيسن لينشينج
تُظهر قضية الإعدام خارج نطاق القانون في إيسن التي رفعت أمام محكمة عسكرية بريطانية أقرب صلة إلى عقيدة المشروع الإجرامي المشترك. في هذه الحالة تم إعدام ثلاثة طيارين بريطانيين أسرى حرب من قبل حشد من الألمان في إيسن في 13 ديسمبر 1944.
اتُهم سبعة أشخاص بارتكاب جريمة حرب من بينهم نقيب ألماني وضع سجناء تحت حراسة جندي ألماني. أثناء مغادرة المرافق مع السجناء أمره القبطان بعدم التدخل إذا تحرش مدنيون ألمان بالسجناء. صدر هذا الأمر بصوت عالي حتى يسمع الحشد. عندما سار أسرى الحرب في أحد شوارع إيسن الرئيسية كبر الحشد وبدأ بضربهم ورشقهم بالحجارة. عندما وصلوا إلى الجسر تم إلقاء السجناء فوق حاجز الجسر وقتل أحد الطيارين في الخريف وقتل الآخران على يد أفراد من الحشد.

## محاكمات ما بعد الحرب اليوغوسلافية
ظهر استخدام العمل الإجرامي المشترك كتحقيق جنائي فعلي ونظرية مقاضاة لأول مرة في المحكمة الجنائية الدولية ليوغوسلافيا السابقة من خلال اقتراح مكتوب لرئيسة الادعاء كارلا ديل بونتي والذي تم تطويره وتأليفه من قبل المدعي العام الأمريكي ديرموت غروم في ذلك الوقت المسؤول القانوني عن قضية البوسنة والهرسك والمحقق الأمريكي جون سينسيش رئيس تحقيق ميلوسيفيتش عن جرائم يُزعم أنها ارتكبت في كرواتيا. يقدم سينسيتش نظرة متعمقة على التطور الفعلي لنظرية التحقيق والملاحقة القضائية للعمل الإجرامي المشترك في أطروحة الدكتوراه الخاصة به في جامعة نوتردام في مجلة العدالة الجنائية الدولية وكتابه «حديقة الشيطان: قصة محقق في جرائم الحرب».

### لوائح اتهام لقادة الصرب
وجه المدعي العام للمحكمة الجنائية الدولية ليوغوسلافيا السابقة لائحة اتهام ضد سلوبودان ميلوسيفيتش في ثلاث لوائح اتهام منفصلة والتي استأنفوا تقديمها بنجاح إلى محكمة الاستئناف التابعة للمحكمة الجنائية الدولية ليوغوسلافيا السابقة وينبغي اعتبارها لائحة اتهام واحدة. بما أن الادعاء لم يستخدم نفس اللغة في جميع لوائح الاتهام الثلاثة فقد ترك لمحكمة الاستئناف لتقرير ما إذا كانت الشركات الإجرامية المزعومة في لوائح الاتهام الثلاثة واحدة من نفس الشيء وما هو مشترك بين الادعاءات. قرر عدد الاستئنافات ما يلي:
توفي ميلوسيفيتش أثناء المحاكمة ولكن تبين أنه كان جزء من مشروع إجرامي مشترك في الأحكام الصادرة ضد ميلان مارتيتش وميلان بابيتش الذي اعترف علنا بذنبه (وميلوسيفيتش).
وفقا للائحة الاتهام الصادرة عن المدعين العامين للمحكمة الجنائية الدولية ليوغوسلافيا السابقة فقد شارك ميلوتينوفيتش وآخرون ونيكولا شاينوفيتش ونيبويشا بافكوفيتش وسريتين لوكيتش إلى جانب آخرين في مشروع إجرامي مشترك لتعديل التوازن العرقي في كوسوفو من أجل ضمان استمرار سيطرة جمهورية يوغوسلافيا الاتحادية وسلطات صربيا على المقاطعة. في 26 فبراير 2009 أعادت المحكمة حكما:
- نيكولا ساينوفيتش: "كان يتمتع بسلطات فعلية كبيرة على كل من الشرطة الخاصة والشرطة العسكرية العاملة في كوسوفو وأنه كان المنسق السياسي لهذه القوات. وهو مقتنع بأنه قدم مساهمة كبيرة في المشروع الإجرامي المشترك وأن في الواقع كان أحد أهم أعضاء هذا المشروع المشترك. وقد أدين "بالتهم من 1 إلى 5 من لائحة الاتهام من خلال تكليف كعضو في شركة مشتركة وفقا للمادة 7 (1) من النظام الأساسي".
- نيبويشا بافكوفيتش: «كان يتمتع بسلطة قيادة قانونية وفعلية كبيرة على قوات الجيش اليوغوسلافي في كوسوفو في عامي 1998 و 1999 وكان في موقع نفوذ بما في ذلك من خلال مشاركته في القيادة المشتركة. ولا شك في أن مساهمته في كانت العملية الإجرامية المشتركة مهمة حيث استخدم قوات الجيش اليوغوسلافي الموجودة تحت تصرفه لإرهاب المدنيين الألبان في كوسوفو وطردهم بعنف من منازلهم». وقد أدين بارتكاب «التهم من 1 إلى 5 من لائحة الاتهام بالتكليف كعضو في عمل إجرامي مشترك وفقا للمادة 7 (1) من النظام الأساسي».
- سريتين لوكيتش: «كان له سلطة كبيرة على وحدات الشرطة الخاصة المنتشرة في كوسوفو... وجدت المحكمة أن لوكيتش كان بالفعل مشارك مهم في العمل الإجرامي المشترك وقدم مساهمة كبيرة من خلال سيطرته على قوات الشرطة الخاصة المشاركة في تنفيذها». وقد أدين بارتكاب «التهم من 1 إلى 5 من لائحة الاتهام بالتكليف كعضو في عمل إجرامي مشترك وفقا للمادة 7 (1) من النظام الأساسي».

في 27 مايو 2009 قدم الادعاء إخطاره بالاستئناف فيما يتعلق بجميع المتهمين باستثناء ميلان ميلوتينوفيتش. وفي اليوم نفسه قدمت جميع فرق الدفاع إخطارات استئناف.

### لوائح اتهام للقادة الكروات

يوغوسلافيا السابقة خلال الحرب.

وجدت المحكمة الجنائية الدولية ليوغوسلافيا السابقة في حكم ابتدائي أن الفريق أنتي غوتوفينا قد شارك في عمل إجرامي مشترك مع الرئيس الكرواتي فرانيو تودجمان بهدف القيام «بالإبعاد القسري والدائم للسكان الصرب من [الأراضي التي تحتلها قوات الجمهورية] كرايينا الصربية». ومع ذلك برأت محكمة الاستئناف في المحكمة الجنائية الدولية ليوغوسلافيا السابقة أنتي جوتوفينا وإيفان تشيرماك وملادين ماركاي من جميع التهم بما في ذلك تهمة المشاركة في العمل الإجرامي المشترك. في أبريل 2001 صرحت رئيسة الادعاء للمحكمة الجنائية الدولية ليوغوسلافيا السابقة كارلا ديل بونتي بأنها كانت تستعد لاتهام الرئيس الكرواتي فرانيو تودجمان قبل وفاته في ديسمبر 1999.
في مايو 2013 أُدين يادرانكو برليتش وآخرين لمشاركتهم في العمل الإجرامي المشترك مع الرئيس الكرواتي فرانيو تودجمان لارتكاب جرائم في الجمهورية الكرواتية في البوسنة والهرسك ضد المسلمين. ومع ذلك في 19 يوليو 2016 خلصت محكمة الاستئناف إلى أن «المحكمة الابتدائية لم تقدم أي نتائج صريحة بشأن مشاركة [تودجمان] في العمل الإجرامي المشترك ولم تجده مذنب بارتكاب أي جرائم». في نوفمبر 2017 أعادت المحكمة الجنائية الدولية ليوغوسلافيا السابقة تأكيد الحكم الابتدائي بأن تودجمان وكذلك بعض كبار المسؤولين الكرواتيين الآخرين قد شاركوا في عمل إجرامي مشترك مع المتهمين بهدف اضطهاد البوشناق.

## محاكمات الإبادة الجماعية في رواندا
المحكمة الجنائية الدولية لرواندا هي محكمة دولية أنشأها مجلس الأمن التابع للأمم المتحدة في نوفمبر 1994 من أجل محاكمة الأشخاص المسؤولين عن الإبادة الجماعية في رواندا وغيرها من الانتهاكات الجسيمة للقانون الدولي في رواندا أو من قبل مواطنين روانديين في المناطق المجاورة بين 1 يناير و 31 ديسمبر 1994.
في محاكمات رواندا زعم الادعاء في الأصل أن الخطة المشتركة للإبادة الجماعية قد وُضعت في عام 1990 ولكن تم رفض هذه النظرية في ديسمبر 2008 عندما تمت تبرئة المتهمين في المحاكمة العملاقة «العسكرية الأولى» من التآمر لارتكاب الإبادة الجماعية.

## أخرى
يوجد العمل الإجرامي المشترك في بعض الدول وقد تكون لها جذورها في القانون العام لإنجلترا. تم استخدام العمل الإجرامي المشترك كمفهوم قانوني في المحكمة الجنائية الدولية ليوغوسلافيا السابقة - وبدرجة أقل - في المحكمة الجنائية الدولية لرواندا وكذلك في المحكمة الخاصة لسيراليون. لكنها ليست جزء من نظام روما الأساسي للمحكمة الجنائية الدولية. وبدل من ذلك تستخدم المحكمة الجنائية الدولية فكرة المشاركة في الجرم والتي حاول عدد من قضاة المحكمة الجنائية الدولية ليوغوسلافيا السابقة إدخالها في المحكمة الجنائية الدولية ليوغوسلافيا السابقة بدل من العمل الإجرامي المشترك.

## نقد
جون لوغلاند الذي يُنظر إليه على أنه الأكثر شراسة مجادل هامشي ومنكر للإبادة الجماعية البوسنية ومدافع عن الصرب وسلوبودان ميلوسيفيتش ورجل العلاقات العامة لأنظمة أوروبا الأكثر شرا، انتقد عقيدة العمل الإجرامي المشترك. وذكر أن الأحكام المتتالية لمحكمة الاستئناف التابعة للمحكمة الجنائية الدولية ليوغوسلافيا السابقة سمحت لهذا المبدأ «بالخروج عن نطاق السيطرة بشدة» بحجة أن «المحاكم الدولية قد ألغت الشيء ذاته الذي من المفترض أن تدور حوله المحاكمات الجنائية. إذا كان من الممكن إدانتك بارتكاب جريمة الجريمة كمرتكب أساسي لشيء لم ترتكبه ولم تقصد ارتكابه وإذا كان من الممكن» إثبات«النية الإجرامية من خلال حكم قضائي» فإن هذا«يُدخل في قلب أنظمتهم إجراءات تُعد السمة المميزة للديكتاتوريات».
في عام 2011 تم تنظيم مجموعة حملات التي تسعى للحد من استخدام العمل المشترك بينما تدعي إساءة استخدامها باعتبارها انتهاك لحقوق الإنسان.